# St Peter South Elmham
St Peter South Elmham – wieś i civil parish w Anglii, w Suffolk, w dystrykcie East Suffolk. W 2001 civil parish liczyła 39 mieszkańców. W civil parish znajduje się 5 zabytkowych budynków.